# Анна Катарина фон Залм-Райфершайт
Анна Катарина фон Залм-Райфершайт (на немски: Anna Katharina von Salm-Reifferscheidt; * 4 ноември 1624; † 16 ноември 1691, Есен) е алтграфиня от Залм-Райфершайт и чрез женитба граф на Ритберг (1647 – 1660).

## Живот
Тя е дъщеря на алтграф Ернст Фридрих фон Залм-Райфершайт (1583 – 1639) и съпругата му графиня Мария Урсула фон Лайнинген-Дагсбург-Фалкенбург († 1649), вдовица на граф Арнолд II фон Мандершайд-Бланкенхайм (1546 – 1614), дъщеря на граф Емих XI фон Лайнинген-Дагсбург-Фалкенбург (1540 – 1593) и Урсула фон Флекенщайн (1553 – 1595).
Анна Катарина е канонеса в Торн (1641) и в Елтен (1642), приорес във Фреден (1645) и абатиса в Торн (1646/1647). Тя се омъжва на 3 март 1647 г. за граф Йохан IV фон Ритберг (* 31 май 1618; † 7 август 1660) от фризийския род Кирксена от Източна Фризия. Той е най-малкият син на граф Йохан II от Източна Фризия (1566 – 1625), граф на Ритберг чрез женитба, и съпругата му графиня Сабина Катарина от Източна Фризия (1582 – 1618), наследничка на Есенс и Ритберг (1582 – 1618), дъщеря на чичо му граф Енно III от Източна Фризия (1563 – 1625) и графиня Валпургис фон Ритберг (1555/1556 – 1586). Йохан IV е до 1640 г. домхер в Кьолн.
Анна Катарина умира на 16 ноември 1691 г. на 67 години в Есен и е погребана в манастир Ритберг.

## Деца
Анна Катарина и граф Йохан IV имат децата:
- Фридрих Вилхелм († 31 декември 1640, убит в битка при Страсбург), граф на Ритберг (1660 – 1677)
- Фердинанд Максимилиан (* 1653, † 10 юни 1687), последният граф на Ритберг, женен 1685 г. за графиня Йоханета Елизабет Франциска фон Мандершайд-Бланкенхайм (1663 – 1704)
- Мария Леополдина Катарина († 6 май 1718), омъжена на 31 декември 1686 г. в Ритберг за граф Алберт Освалд III Франц фон Берг, господар ван Диксмуиден (1646 – 1712)
- Франц Адолф Вилхелм († 1690), домхер в Кьолн (1654), в Страсбург (1659), в Падерборн (1660), в Оснабрюк (1679), домдехант и катедрален шоластик в Кьолн (1687), граф на Ритберг (1677 – 1680)
- Бернхардина София († 14 август 1726), канонеса в Есен (1669), в Торн (1672 – 1682), докхерин и приорес във Фреден (1689), княжеска абатиса в Есен (1691 – 1726)